# The Bright Lights of America
The Bright Lights of America es el séptimo disco de estudio de la banda de punk rock estadounidense Anti-Flag, que fue lanzado el día 1 de abril del 2008. La primera canción que fue lanzada fue "Good 'N' Ready". El vocalista Justin Sane dijo que este álbum es diferente a los demás, ya que cuenta con nuevos estilos y elementos como fueron la orquesta, instrumentos como armónica, trompetas y cantos de niños. 
Tony Visconti fue el productor del disco, que tiene una duración total de 52:14 minutos. El primer sencillo del disco es "The Bright Lights of America".

## Lista de canciones
1. "Good and Ready" - 4:05
2. "The Bright Lights of America" - 3:32
3. "Vices" - 4:59
4. "The Modern Rome Burning" - 4:19
5. "If You Wanna Steal (You Better Learn How To Lie)" - 4:04
6. "No Warning" - 3:01
7. "Spit In the Face" - 4:09
8. "We Are the Lost" - 4:17
9. "Go West" - 4:20
10. "The Smartest Bomb" - 3:48
11. "Shadow of the Dead" - 3:52
12. "The Ink and the Quill (Be Afraid)" - 4:35
13. "Tar and Sagebrush" (No escrita en la carátula) - 3:13

Bonus tracks
1. "Caution to the Wind" † - 3:57
2. "What Do You Think About Western Civilization" † - 3:17
3. "I'm So Sick Of You" ‡ - 1:01
4. "Wake Up The Town" ‡ ¤ - 3:44 1
5. "Tanzania" ¤ - 3:34

† = Bonus tracks de iTunes

‡ = Bonus tracks de la versión Doble LP del álbum

¤ = Bonus tracks al PreOrdenar el disco en línea

## Personal
- Justin Sane – voz y guitarra
- Chris Barker "Chris #2" – bajo y voz
- Chris Head – guitarra
- Pat Thetic – batería, percusión

- Datos: Q2342336